# Arcidiocesi di Santa Fe de la Vera Cruz
L'arcidiocesi di Santa Fe de la Vera Cruz (in latino Archidioecesis Sanctae Fidei Verae Crucis) è una sede metropolitana della Chiesa cattolica in Argentina. Nel 2022 contava 742.000 battezzati su 933.000 abitanti. È retta dall'arcivescovo Sergio Alfredo Fenoy.

## Territorio
L'arcidiocesi comprende 6 dipartimenti della provincia di Santa Fe: Garay, La Capital, Las Colonias, San Jerónimo, San Justo e San Martín, nonché la parte meridionale del dipartimento di San Javier.
Sede arcivescovile è la città di Santa Fe, dove si trova la cattedrale di Ognissanti. Nel territorio sorgono anche tre basiliche minori: Nostra Signora di Guadalupe e Nostra Signora del Carmelo a Santa Fe, e la basilica della Natività della Santissima Vergine a Esperanza.
Il territorio si estende su 30.701 km² ed è suddiviso in 96 parrocchie.

### Provincia ecclesiastica
La provincia ecclesiastica di Santa Fe de la Vera Cruz, istituita nel 1934, comprende 2 suffraganee:
- diocesi di Rafaela,
- diocesi di Reconquista.

## Storia
La diocesi di Santa Fe fu eretta il 15 febbraio 1897 con la bolla In Petri Cathedra di papa Leone XIII, ricavandone il territorio dalla diocesi di Paraná (oggi arcidiocesi). Originariamente era suffraganea dell'arcidiocesi di Buenos Aires e comprendeva le province argentine di Santa Fe, Chaco e Formosa.
Il 20 aprile 1934 cedette una porzione del suo territorio a vantaggio dell'erezione della diocesi di Rosario (oggi arcidiocesi) e contestualmente fu elevata al rango di arcidiocesi metropolitana con la bolla Nobilis Argentinae nationis di papa Pio XI.
Il 3 giugno 1939, l'11 febbraio 1957 e il 10 aprile 1961 cedette altre porzioni del suo territorio a vantaggio dell'erezione rispettivamente delle diocesi di Resistencia (oggi arcidiocesi), di Reconquista e di Rafaela.
Il 19 settembre 1992 ha assunto il nome attuale per effetto del decreto Ad earum politicam della Congregazione per i vescovi.

## Cronotassi dei vescovi
Si omettono i periodi di sede vacante non superiori ai 2 anni o non storicamente accertati.
- Juan Agustín Boneo † (7 febbraio 1898 - 17 giugno 1932 deceduto)
- Nicolás Fasolino † (20 ottobre 1932 - 13 agosto 1969 deceduto)
- Vicente Faustino Zazpe † (13 agosto 1969 succeduto - 24 gennaio 1984 deceduto)
- Edgardo Gabriel Storni † (28 agosto 1984 - 1º ottobre 2002 dimesso)
- José María Arancedo (13 febbraio 2003 - 17 aprile 2018 ritirato)
- Sergio Alfredo Fenoy, dal 17 aprile 2018

## Statistiche
L'arcidiocesi nel 2022 su una popolazione di 933.000 persone contava 742.000 battezzati, corrispondenti al 79,5% del totale.
| anno | popolazione | popolazione | popolazione | presbiteri | presbiteri | presbiteri | presbiteri                | diaconi | religiosi | religiosi | parrocchie |
| anno | battezzati  | totale      | %           | numero     | secolari   | regolari   | battezzati per presbitero | diaconi | uomini    | donne     | parrocchie |
| ---- | ----------- | ----------- | ----------- | ---------- | ---------- | ---------- | ------------------------- | ------- | --------- | --------- | ---------- |
| 1950 | 700.000     | 736.600     | 95,0        | 211        | 134        | 77         | 3.317                     |         | 141       | 523       | 107        |
| 1966 | 615.000     | 665.000     | 92,5        | 178        | 105        | 73         | 3.455                     |         | 73        | 480       | 75         |
| 1970 | ?           | 497.431     | ?           | 138        | 80         | 58         | ?                         |         | 82        | 409       | 79         |
| 1976 | 643.000     | 693.400     | 92,7        | 130        | 75         | 55         | 4.946                     |         | 75        | 300       | 70         |
| 1980 | 506.000     | 560.000     | 90,4        | 133        | 68         | 65         | 3.804                     | 6       | 72        | 175       | 81         |
| 1990 | 670.000     | 720.000     | 93,1        | 128        | 81         | 47         | 5.234                     | 9       | 67        | 200       | 98         |
| 1999 | 770.000     | 850.000     | 90,6        | 138        | 92         | 46         | 5.579                     | 16      | 55        | 236       | 90         |
| 2000 | 790.000     | 875.000     | 90,3        | 139        | 96         | 43         | 5.683                     | 18      | 52        | 241       | 88         |
| 2001 | 795.000     | 880.000     | 90,3        | 139        | 94         | 45         | 5.719                     | 18      | 48        | 203       | 88         |
| 2002 | 790.000     | 890.000     | 88,8        | 129        | 96         | 33         | 6.124                     | 18      | 43        | 219       | 89         |
| 2003 | 800.000     | 890.000     | 89,9        | 134        | 102        | 32         | 5.970                     | 18      | 40        | 243       | 89         |
| 2004 | 810.000     | 895.000     | 90,5        | 138        | 98         | 40         | 5.869                     | 16      | 51        | 214       | 89         |
| 2010 | 840.000     | 960.000     | 87,5        | 131        | 101        | 30         | 6.412                     | 18      | 31        | 123       | 91         |
| 2014 | 872.000     | 996.000     | 87,6        | 125        | 103        | 22         | 6.976                     | 20      | 26        | 101       | 94         |
| 2017 | 711.000     | 890.000     | 79,9        | 125        | 105        | 20         | 5.688                     | 27      | 23        | 100       | 94         |
| 2020 | 729.300     | 916.000     | 79,6        | 128        | 103        | 25         | 5.697                     | 22      | 28        | 90        | 93         |
| 2022 | 742.000     | 933.000     | 79,5        | 117        | 97         | 20         | 6.341                     | 20      | 26        | 84        | 96         |